# Abusejo
Abusejo település Spanyolországban, Salamanca tartományban. Abusejo Sepulcro-Hilario, Cabrillas, San Muñoz, La Sagrada és Tamames községekkel határos. Lakosainak száma 143 fő (2024).

## Népesség
A település népessége az elmúlt években az alábbi módon változott:
| Lakosok száma | 253  | 249  | 249  | 236  | 233  | 220  | 203  | 183  | 161  | 143  |
|               | 2001 | 2004 | 2007 | 2009 | 2012 | 2014 | 2017 | 2019 | 2022 | 2024 |